# Марабу
Марабу́ (Leptoptilos)  — рід птахів родини лелекових (Ciconiidae), складається з трьох сучасних видів. Неофіційна назва «марабу» (від фр. marabout) пов'язана з марабут — араби уподібнювали птаха мусульманському самітнику.

## Загальна характеристика
Розмір марабу варіює від 110 до 150 см, розмах крил становить від 210 до 250 см. Верхня частина тіла і крила у марабу чорні, нижня частина — біла. Голова лиса, з великим і товстим дзьобом. Молоді птахи менш строкаті, ніж зрілі. На відміну від решти лелекових, марабу у польоті не витягають шию, а вигинають її подібно чаплям.

## Поширення
Марабу яванський (Leptoptilos javanicus) та марабу індійський (Leptoptilos dubius) поширені в Південній Азії, а марабу африканський (Leptoptilos crumeniferus) — в Африці південніше Сахари.

## Спосіб життя
Марабу живуть великими колоніями і будують свої гнізда на деревах або скелях у вологих районах.

### Живлення
До їх раціону входить падаль, яку марабу видивляється з висоти, ширяючи на нерухомих крилах годинами. Якщо мертвих тварин немає, живляться жабами, комахами, молодими пташенятами інших птахів, ящірками і гризунами.

### Розмноження
Відкладання та насиджування яєць припадає на дощовий період, а ріст пташенят (вони проводять у гнізді 130 днів) збігається із посушливим періодом. Піднімається на крило до наступного дощового періоду.

## Види
- Марабу яванський (Leptoptilos javanicus)
- Марабу індійський або аргала (Leptoptilos dubius)
- Марабу африканський (Leptoptilos crumeniferus]])

Викопні види
- †Leptoptilos falconeri (пліоцен Південної Азії та Східної Африки)
- †Leptoptilos indicus (пліоцен індії)
- †Leptoptilos lüi (плейстоцен Китаю)
- †Leptoptilos patagonicus (міоцен Аргентини)
- †Leptoptilos pliocenicus (пліоцен України та Ефіопії, пліоцен Чаду і Танзанії)
- †Leptoptilos richae (міоцен Тунісу і Єгипту)
- †Leptoptilos robustus (плейстоцен Індонезії)[4]
- †Leptoptilos titan (плейстоцен Індонезії)
- †Leptoptilos sp. (міоцен Кенії)